# Josep Ros i Ros
Josep Ros i Ros (Martorell, 1885 - Martorell, 19 de març de 1951) fou un arquitecte català pertanyent al que s'ha anomenat «segona generació d'arquitectes modernistes», titulats entre 1906 i 1911.

## Biografia
Fill del mestre d'obres martorellenc Pere Ros i Tort i de la barcelonina Dolors Ros i Maynés va seguir les passes del seu pare i l'any 1911 va aconseguir el títol d'arquitecte. Durant els primers anys va treballar amb el seu pare.
Al llarg de la seva trajectòria laboral en Josep Ros i Ros (1848-1922) va esdevenir arquitecte municipal de Sant Llorenç d'Hortons (1913-1950), el Papiol (1913-1951), Gelida (1914-1951), Olesa de Montserrat (1917-1951), Martorell (1918-1951), Piera (1920-1951), Corbera (1924-1951), Pallejà (1925-1949), Sant Sadurní d'Anoia (1932-1944), Torrelles de Llobregat (1932-1951), Sant Andreu de la Barca (1939-1951) i Castellbisbal (1940-1944), i també va treballar a Terrassa, Igualada i Sant Feliu de Llobregat, on va deixar obres importants.
Va morir a Martorell el 19 de març de 1951 a l'edat de 65 anys.

## Trajectòria

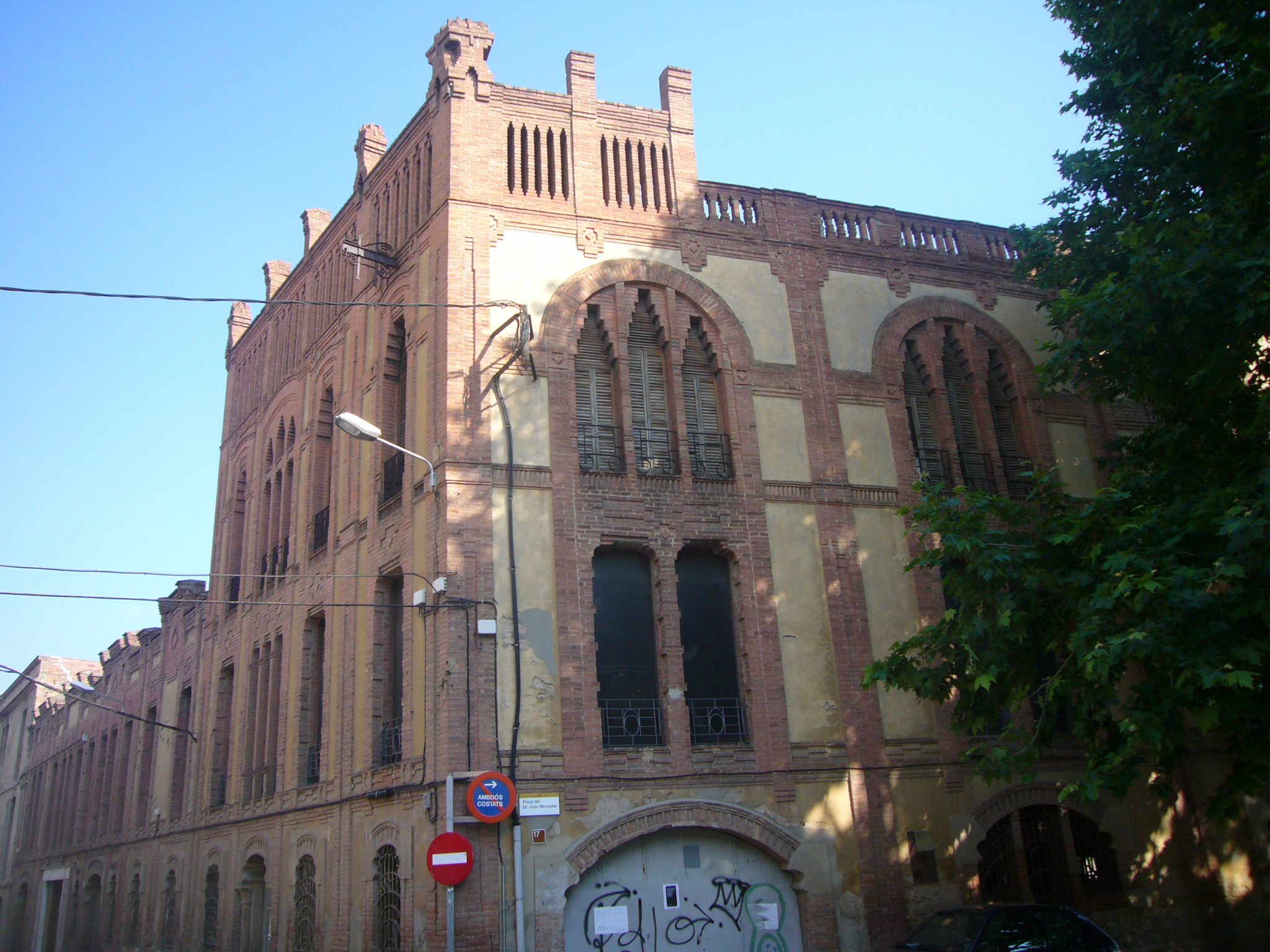
Adoberia de Cal Sabaté a Igualada (1912-1919)

L'arquitectura de Josep Ros i Ros, tret de l'eclecticisme inicial d'algunes obres, sempre es va moure a cavall entre el modernisme i el noucentisme. Aquesta particular combinació d'estils mostrats en la concepció arquitectònica de l'arquitecte Ros van crear una obra híbrida característica d'aquells que havien begut de les fonts de l'historicisme.
Va trencar amb l'arquitectura tradicional del segle xix i, sota la clara influència de l'arquitecte Manuel Raspall, va introduir els nous corrents estètics a la comarca de Montserrat, si bé tardanament, i va anar progressant vers l'adopció de les línies clàssiques del noucentisme.
El gener de l'any 1912 va projectar l'adoberia de Cal Sabaté, a Igualada, edifici industrial situat al carrer del Sol, 24, promogut per Carme Ferreny i Sabater, projecte que s'amplià els anys 1913 i 1919. És coneguda popularment com la "catedral dels blanquers".

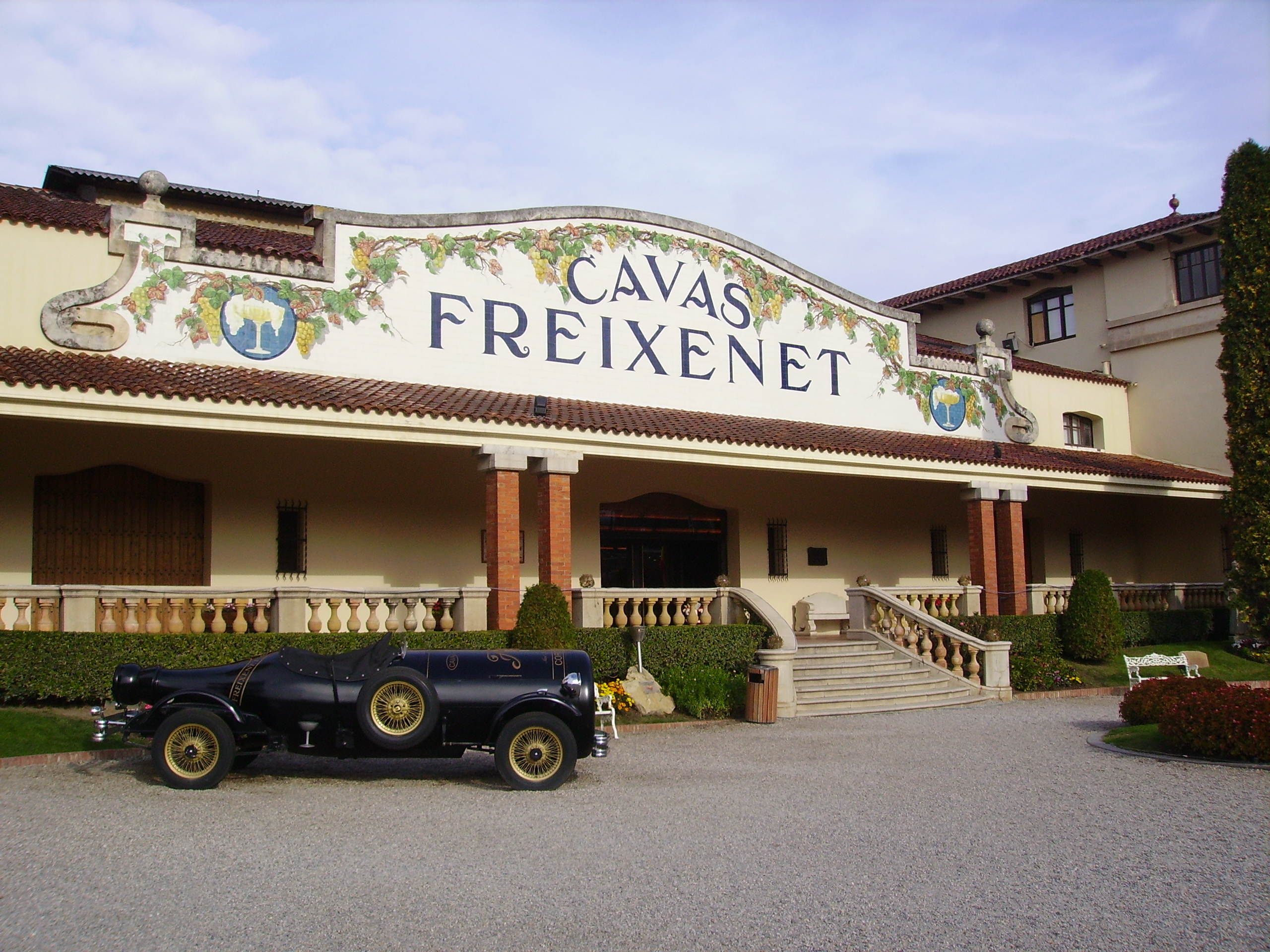
Caves Freixenet, a Sant Sadurní d'Anoia

Les Caves Freixenet és segurament l'obra més important de l'arquitecte Ros. Situades a Sant Sadurní d'Anoia, al costat de l'estació de ferrocarril, es van construir l'any 1927 amb el disseny de l'arquitecte Josep Ros i Ros. L'edifici de les Caves Freixenet està format per cinc naus en les que hi va mostrar la seva particular mescla d'estils. L'any 1929 en va ampliar el conjunt amb un nou edifici d'estil noucentista amb tocs modernistes, que actualment acull el centre de recepció de visites. De tot el conjunt cal destacar-ne també l'edifici central que dona la benvinguda als visitants, el qual és flanquejat per dos cossos que recorden a torres medievals. En aquesta magna porta hi ha una cornisa ondulant que ens acosta a la lectura vitícola del conjunt arquitectònic, tancant la decoració de la façana amb motius vegetals, raïms i fulles de parra fets de ceràmiques vidrades de colors de clar estil modernista que passen a emmarcar el nom de les mencionades caves.
Amb l'esclat de la Guerra Civil Espanyola l'arquitecte Ros va ingressar al Sindicat d'Arquitectes de Catalunya i al 28 d'agost de 1936 es va afiliar a la Unió General de Treballadors (UGT).
A part de l'important cost en vides humanes que ens llegar la Guerra Civil, cal destacar l'acarnissament de què va ser objecte l'estament religiós i la gran destrucció que van patir infinitat d'esglésies i convents. Amb el final de la Guerra Civil es va iniciar una lenta etapa de reconstrucció de la que l'arquitecte Ros en va ser part activa col·laborant en el projecte de l'església arxiprestal de Santa Maria de Martorell i dissenyant les esglésies parroquials del Papiol i Sant Feliu de Llobregat. En aquest punt cal fer esment al fet que l'any 2002, amb la creació del Bisbat de Sant Feliu de Llobregat, la seva església parroquial va ser elevada, mitjançant una butlla papal, al rang de catedral.

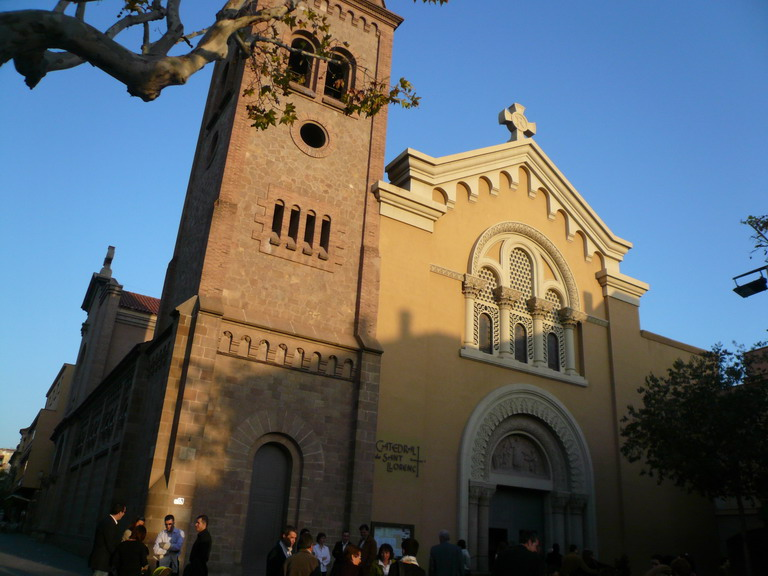
Catedral de Sant Llorenç a la plaça de la Vila de Sant Feliu de Llobregat

L'església parroquial de Sant Llorenç, de Sant Feliu de Llobregat, va començar a ser construïda l'any 1940 amb un regust historicista, d'estil neomedieval amb ressonàncies romanes d'Orient, i va ser consagrada l'any 1946. Consta de tres naus, amb transsepte, absis semicircular amb dues absidioles i cimbori poligonal sobre el creuer. La decoració és obra de Francesc Labarta. De la façana se'n destaca sobretot el portal de mig punt amb arquivoltes i timpà esculpits, i el gran finestral triforat, amb gelosies i arcs de mig punt sobre columnes.
Les poblacions on la seva obra va deixar més empremta són Martorell i Olesa de Montserrat.
La seva obra a Martorell és una mostra de l'ampli ventall de la seva producció, dissenyant el cementiri municipal, escultura funerària (sepulcre de la família Bové, magatzems, cases, el cafè i el teatre d'El Progrés i també va col·laborar en el projecte de l'església parroquial de Santa Maria de Martorell juntament amb l'arquitecte Francesc Folguera. Potser l'obra més emblemàtica de l'arquitecte a Martorell és la casa coneguda com la Torre Ros, situada al peu de la Serra de les Torretes.
A la vila d'Olesa de Montserrat l'arquitecte Ros va dissenyar el projecte d'eixample de la vila cap al sud-est, cercant la riba del riu Llobregat, bressol del reconegut tèxtil olesà. Dins d'aquest eixample l'arquitecte Ros hi va construir diverses cases d'entre les quals en cal destacar la torre de Cal Vador Bruixa. Cal esmentar també l'edifici de l'Hospital Nostra Senyora de Montserrat i el Teatre Olesa, conegut popularment com "Els Salistes".
És en aquesta vila on Josep Ros i Ros hi té dedicat un carrer anomenat "Arquitecte Ros".